# Antti Hyvärinen
Antti Abram Hyvärinen (* 21. Juni 1932 in Rovaniemi; † 13. Januar 2000 in Bad Nauheim) war ein finnischer Skispringer und Schanzenkonstrukteur.

## Werdegang
Hyvärinen begann seine Laufbahn im gleichen Verein wie der wenige Monate ältere, ebenfalls aus Rovaniemi stammende Tauno Luiro, der wegen Diabetes mellitus früh seine Karriere beenden musste und 1955 an einer Lungen-Tuberkulose starb. Für erstes Aufsehen sorgte Hyvärinen bei der Finnischen Juniorenmeisterschaft 1951, wo er den zweiten Rang belegte. Ein Jahr darauf nahm er mit 19 Jahren erstmals an den Olympischen Winterspielen in Oslo teil, wo er als Siebter bester Sportler seines Landes wurde. Bereits im Rahmen dieser Spiele äußerte sich der damalige Trainer Veli Saarinen optimistisch in Hinblick auf Hyvärinens Zukunft: „Wir haben jetzt noch Pietikäinen. Aber ich denke, beim nächsten Olympia wird dieser Hyvärinen sich nach vorne bringen.“ In den folgenden Jahren stellte Lasse Johannesen, Saarinens Nachfolger als Nationaltrainer ein junges finnisches Team auf, das sich auf den Fisch-Stil, eine neu entwickelte Skisprungtechnik, umstellte, und bald die internationale Führungsposition von den Norwegern übernahm.
Während seine Mannschaftskollegen in der Zeit ab 1954 große Erfolge für sich verbuchen konnten – 1954 wurde Matti Pietikäinen in Falun Weltmeister, ein Jahr später entschied Hemmo Silvennoinen die Vierschanzentournee für sich –, blieben bei Hyvärinen herausragende Ergebnisse aus; er platzierte sich häufig im vorderen Mittelfeld. Obwohl er 1955 den Probewettkampf auf der Olympiaschanze in Cortina d’Ampezzo und auch Anfang Januar 1956 das Springen in Kuopio für sich entschieden hatte, galt er lediglich als „Finnlands Nummer drei“ und erhielt daher bei den Olympischen Winterspielen 1956 eine frühere Startposition als seine favorisierten Gegner und Teamkollegen Eino Kirjonen und Aulis Kallakorpi.  Eine Rolle spielte dabei auch, dass Hyvärinen als eher phlegmatisch angesehen wurde; sein Trainer Johannesen warf ihm unmittelbar vor Olympia vor, er sei „so temperamentlos, riskier[e] wenig und zeig[e] zuwenig Einsatz in einem großen Kampf“. Trotz dieser Einschätzung zeigte sich der Finne zuversichtlich und meinte nach einem Probesprung zu dem deutschen Journalisten Paul Laven, er halte sich für den aussichtsreichsten Springer bei den Olympischen Winterspielen.
Tatsächlich triumphierte Hyvärinen beim Skisprungwettkampf auf der Trampolino Italia am Abschlusstag der Winterspiele. Nach dem ersten Durchgang lag er punktgleich mit dem Deutschen Max Bolkart auf Rang drei, im zweiten Versuch sprang er die Tagesbestweite von 84 Metern und verdrängte damit Harry Glaß und seinen Teamkollegen Aulis Kallakorpi von den führenden Positionen. Hyvärinens Sprung im Finaldurchgang wurde in Rückblicken als „etwas Einmaliges“ oder als „wahrhaft olympischer Flug“ bezeichnet; auch er selbst erklärte, er sei noch nie „in solch guter Form“ gewesen. Mit dem Olympiasieg war auch der Weltmeistertitel verbunden, der in Olympiajahren immer an den Sieger der Spiele verliehen wurde. Ende 1956 wurde Hyvärinen zudem als Finnlands Sportler des Jahres ausgezeichnet.
Nach seinem Karriereende wurde er zunächst Trainer des Skiclubs seiner Geburtsstadt, Ounasvaaran Hiihtoseura, 1960–1964 war er Schanzenkonstrukteur des finnischen Skiverbandes.